# Säuling

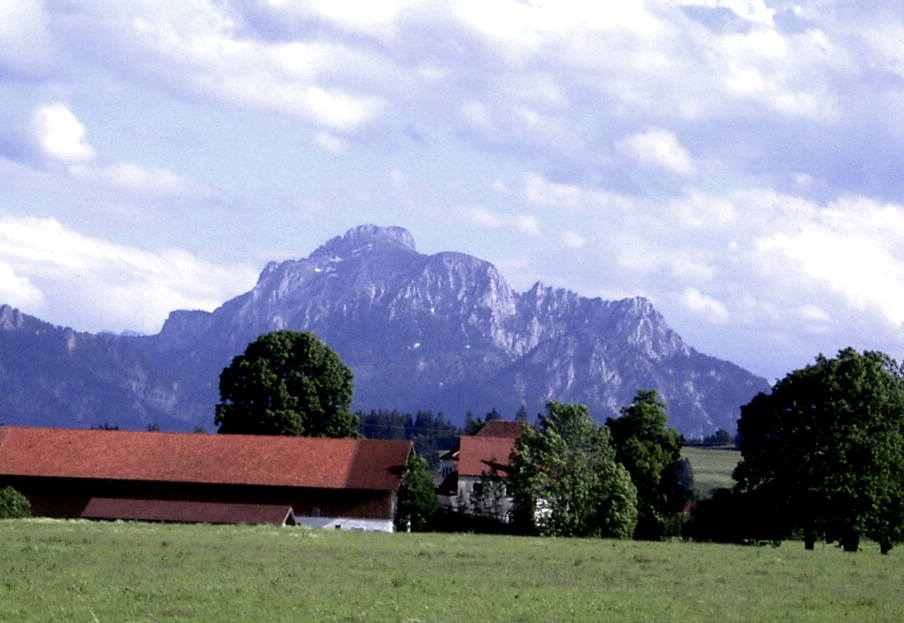
Säuling văzut de la Füssen

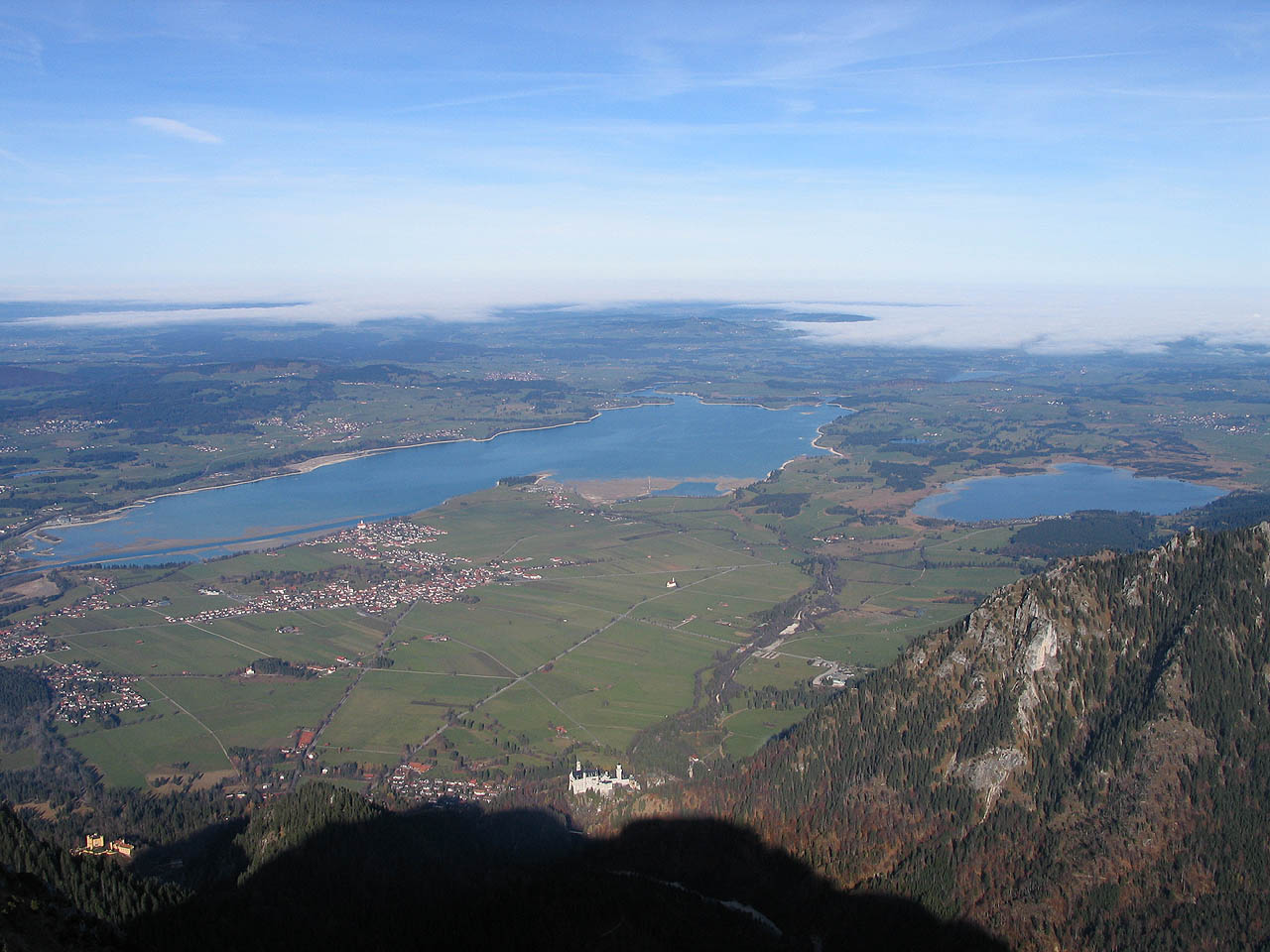
Vedere de pe Säuling a lacurilor Forggensee și Bannwaldsee și a castelelor regale

Säuling sau Saulingspitze este un munte situat pe granița germano-austriacă și care face parte din grupul Alpii Ammergau aflat în Alpii Calcaroși Nordici. Silueta sa marcantă în formă piramidală este unul dintre punctele de reper ale regiunii cuprinse între Füssen și Pfronten, pe care un călător care vine dinspre nord o recunoaște de departe, deoarece aceasta se ridică brusc deasupra dealurilor din fața lui. El are două vârfuri: 2.047 m și 2.038 m.

## Geografie
Înălțimea vârfului este de 2.047 m deasupra nivelului mării după măsurătoarea germană și de 2.048 m după măsurătoarea austriacă, astfel că regiunea montană dominantă este una dintre cele mai cunoscute zone de munte cu altitudini de peste 2000 de metri. Acesta poate fi urcat și de pe partea austriacă și de pe partea germană. De pe partea germană și din vârf este o priveliște minunată asupra castelelor Neuschwanstein și Hohenschwangau, precum și asupra frumoaselor lacuri din regiunea Füssen a districtului Ostallgäu. De pe partea austriacă se vede valea râului Lech (în mare parte neregulată) de la Reutte. La vest de vârf, la altitudinea de 1693 m, se află Säulinghaus, o cabană montană a TVN Deutschland.

## Ascensiuni turistice
Cel mai simplu mod de a urca pe Säuling este traseul de drumeții pe la Säulinghaus, dar ascensiunea către vârf trebuie făcută în unele locuri numai cu echipament de alpinism. Pentru alpiniști pereții muntelui Säuling oferă numeroase modalități de ascensiune cu grade diferite de dificultate. Un alt traseu util este cel de la Hohenschwangau prin Wildsulzhütte și Schrofenhang, coborârea urmând a fi făcută pe la Säulinghaus urmată de înconjurarea lui Pilgerschrofen. Timpul de mers pe jos este între șase și șapte ore. Numeroasele cruci comemorative și pietre memoriale cu inscripții despre alpiniști în special tineri în jur de 20 de ani pe care i-a costat viața sunt dovezi că acest munte nu trebuie să fie subestimat.

## Legende
Potrivit legendei, platoul din vârful muntelui Säuling este utilizat de către vrăjitoare ca ring de dans. Potrivit unei alte legende, diavolul însuși a rupt o stâncă din Säuling și a aruncat-o în direcția Roßhaupten, dar când sunetul clopotelor s-a auzit, piatra a căzut perpendicular pe sol și a rămas în fața satului. Ea poate fi văzută și astăzi. Pe ea a fost amplasată o cruce.

## Originea numelui
Se crede astăzi că "Säuling" derivă din "Siulinc" ceea ce înseamnă un fel de coloană, adică o figură masivă.
Vezi și: Districtul Pflach

## Imagini

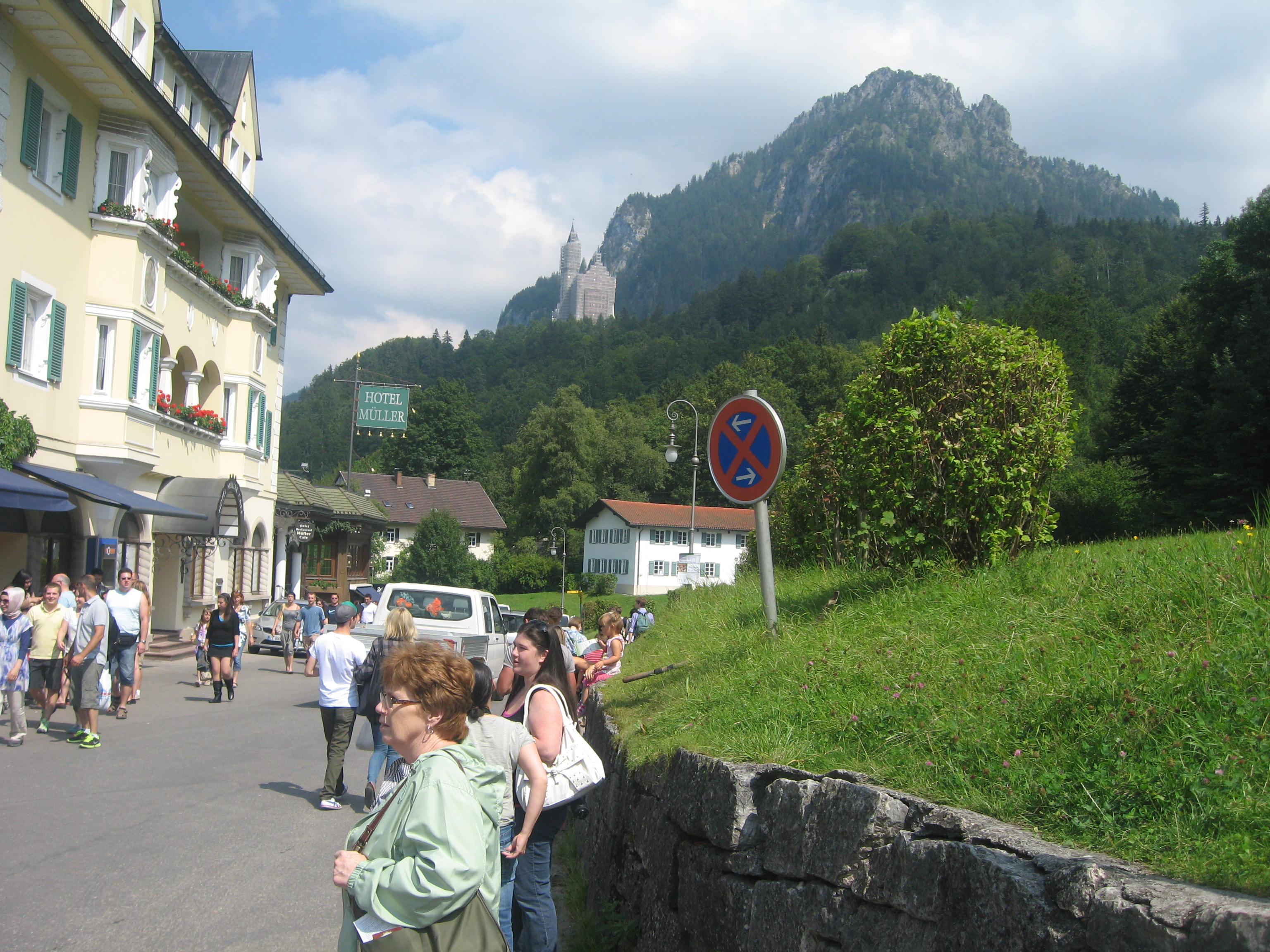
Muntele Säuling şi Castelul Neuschwanstein văzute de la Hohenschwangau
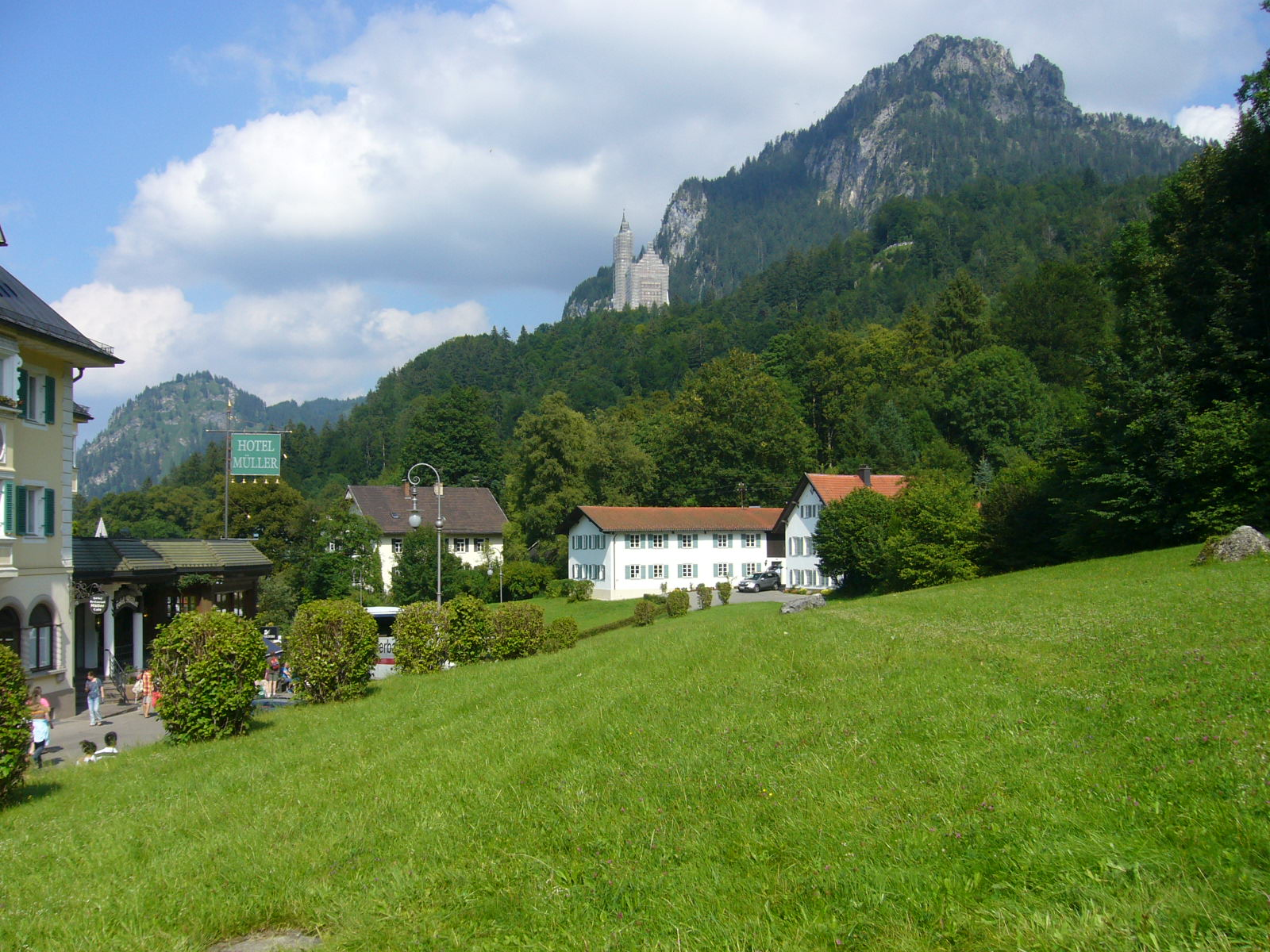
Muntele Säuling şi Castelul Neuschwanstein văzute de la Hohenschwangau
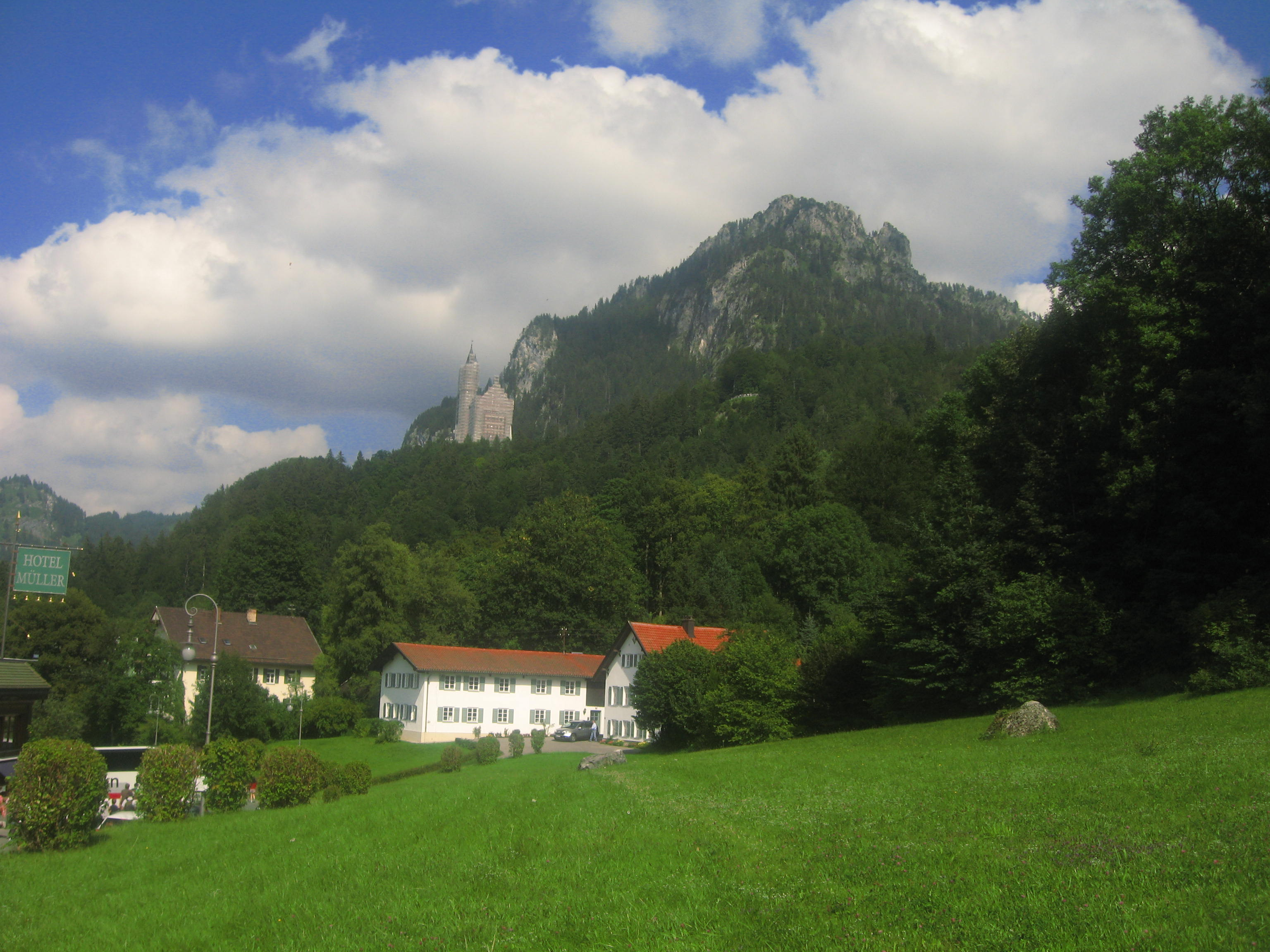
Muntele Säuling şi Castelul Neuschwanstein văzute de la Hohenschwangau
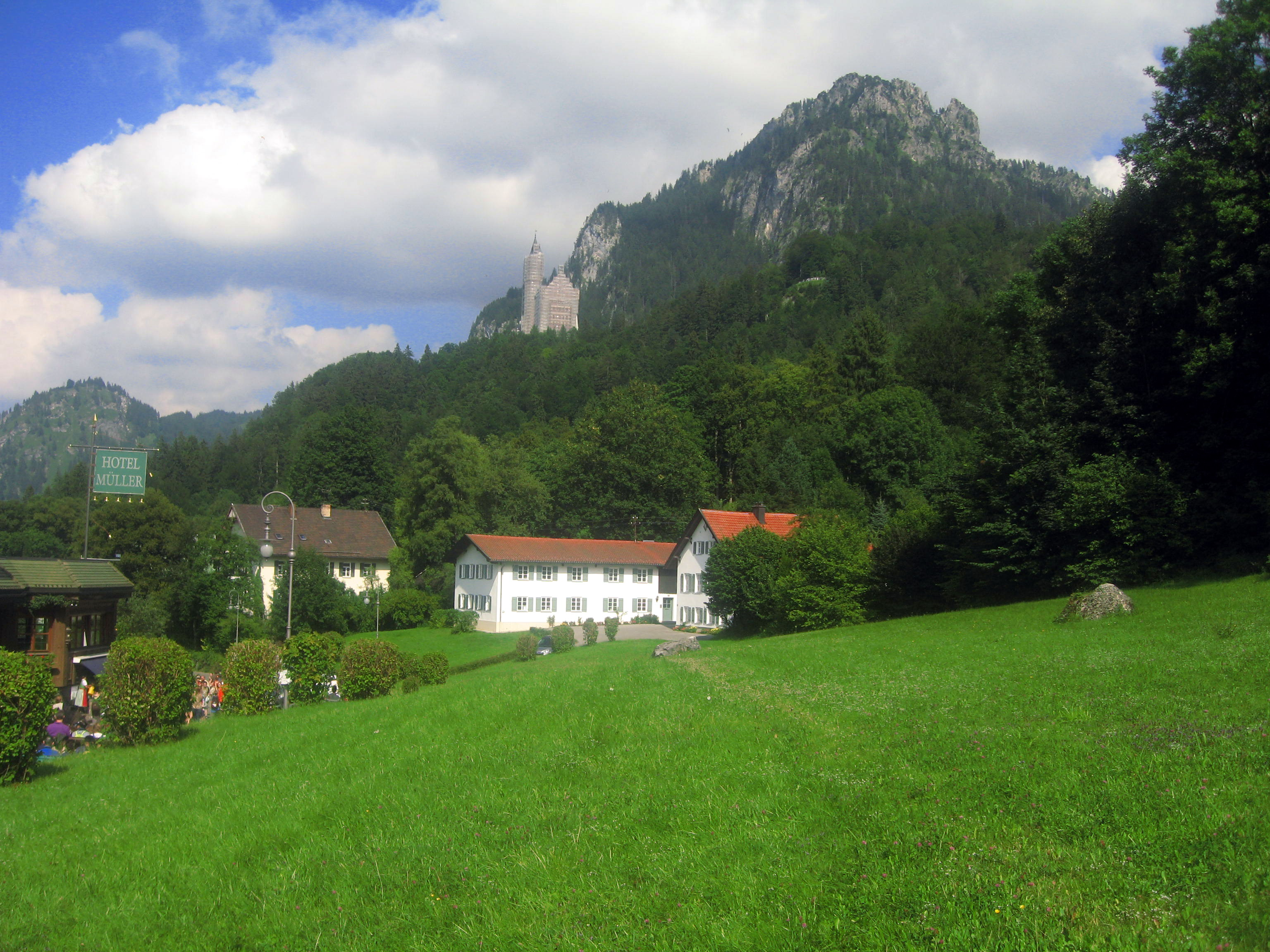
Muntele Säuling şi Castelul Neuschwanstein văzute de la Hohenschwangau
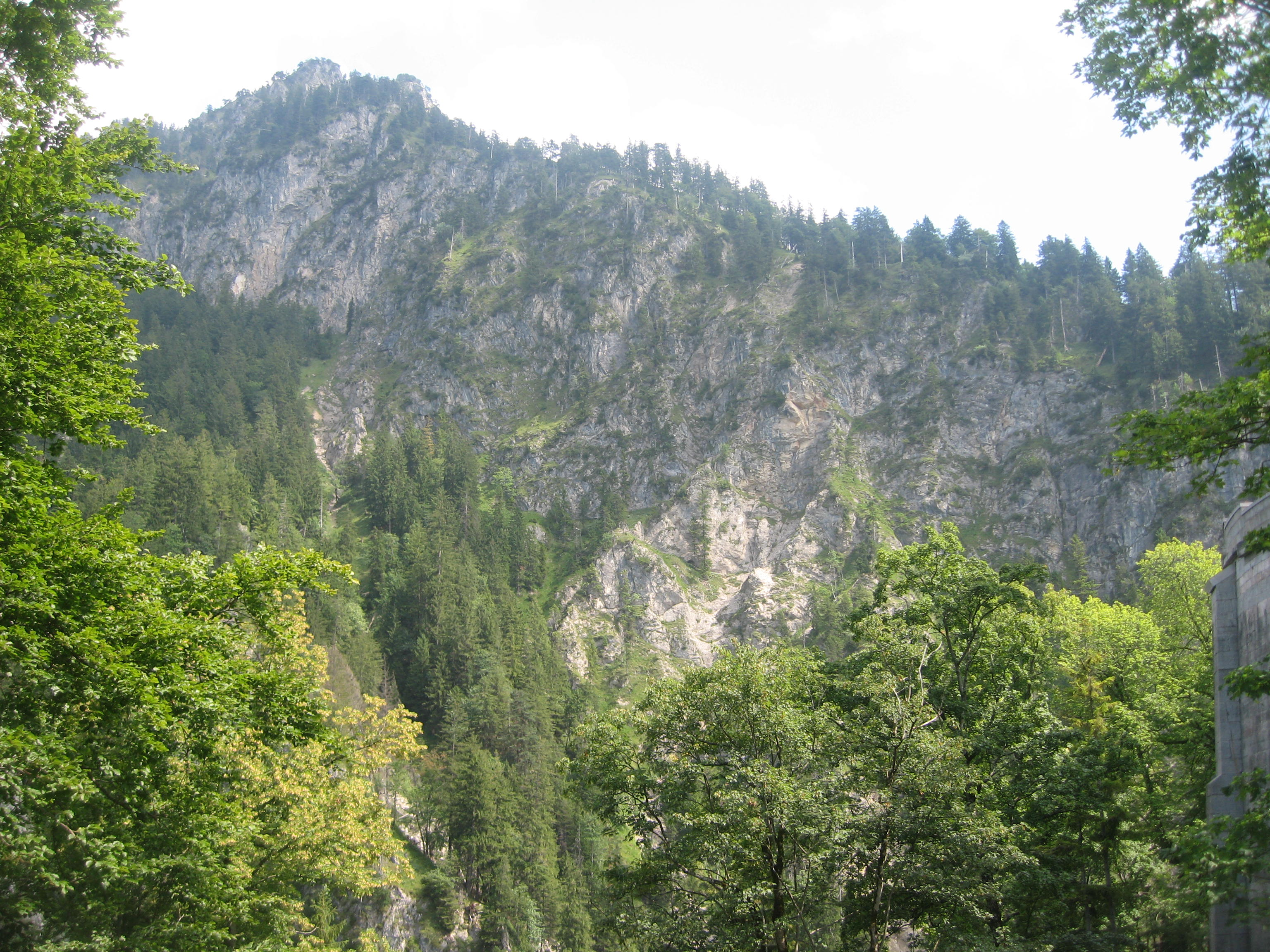
Muntele Säuling văzut de la Castelul Neuschwanstein